# Emil Malmsten
Per Johan Emil Malmsten, född 11 november 1846 i Stockholm, död 13 juni 1918 i Malmö, var en svensk militär och bankdirektör. Han var son till Pehr Henrik Malmsten.
Malmsten var underlöjtnant vid Andra livgardet i Stockholm 1868–1873, blev verkställande direktör vid Skånes Enskilda Bank i Malmö 1876 och var verkställande direktör vid Skandinaviska Kreditaktiebolagets kontor i Malmö 1910–1913. Han var en av de drivande vid kommunaliseringen och elektrifieringen av spårvägstrafiken i nämnda stad och var vice ordförande i styrelsen för Malmö stads spårvägar 1904 och ordförande där 1905–1907. Malmsten var från 1884 till sin död gift med Bertha Dieden (1865–1933), dotter till konsul Johan Henrik Dieden. Makarna Malmsten är begravda på Sankt Pauli norra kyrkogård i Malmö.